# Fiammamonza 1970 2011-2012
Questa voce raccoglie le informazioni riguardanti la Associazione Sportiva Dilettantistica Fiammamonza 1970 nelle competizioni ufficiali della stagione 2011-2012.

## Organigramma societario
Area direttiva
- Vicepresidente: Gaetano Galbiati
- Segretario generale: Jana Nováková

Area tecnica
- Allenatore dei portieri: Vincenzo Gagliardi
- Preparatore atletico: Antonio Rovida

## Rosa
Rosa aggiornata alla fine della stagione.
| N. |                    | Ruolo | Calciatrice            |
| -- | ------------------ | ----- | ---------------------- |
|    | Italia (bandiera)  | P     | Silvia Bovari          |
|    | Italia (bandiera)  | A     | Martina Brambilla      |
|    | Italia (bandiera)  | C     | Viola Brambilla        |
|    | Italia (bandiera)  | A     | Giulia Brazzarola      |
|    | Italia (bandiera)  | C     | Francesca Bruno        |
|    | Italia (bandiera)  | A     | Michela Cambiaghi      |
|    | Italia (bandiera)  | D     | Maria Teresa Capovilla |
|    | Italia (bandiera)  | P     | Emanuela Cazzaniga     |
|    | Italia (bandiera)  | D     | Corinne Cereda         |
|    | Italia (bandiera)  | D     | Lidia Cereda           |
|    | Italia (bandiera)  | C     | Ilaria Dubini          |
|    | Brasile (bandiera) | A     | Mariane Gaburro        |
|    | Italia (bandiera)  | D     | Elisa Galbiati         |
|    | Italia (bandiera)  | P     | Gloria Gelosa          |
|    | Italia (bandiera)  | A     | Noemi Maria Ghezzi     |

| N. |                      | Ruolo | Calciatrice                          |
| -- | -------------------- | ----- | ------------------------------------ |
|    | Danimarca (bandiera) | C     | Kathrine Jensen Damgaard             |
|    | Italia (bandiera)    | A     | Francesca Mammoliti                  |
|    | Italia (bandiera)    | C     | Gaia Missaglia                       |
|    | Italia (bandiera)    | C     | Alessandra Nencioni                  |
|    | Italia (bandiera)    | C     | Elisabetta Peri                      |
|    | Italia (bandiera)    | C     | Ester Postiglione                    |
|    | Italia (bandiera)    | C     | Cecilia Re                           |
|    | Italia (bandiera)    | P     | Elena Ripamonti                      |
|    | Italia (bandiera)    | D     | Ambra Stefanoni                      |
|    | Italia (bandiera)    | D     | Elisa Straniero                      |
|    | Camerun (bandiera)   | D     | Charlène Rivarole Tchetchoua Nouossa |
|    | Italia (bandiera)    | P     | Chiara Vignati                       |
|    | Italia (bandiera)    | D     | Irene Villa                          |
|    | Italia (bandiera)    | D     | Paola Zambetti                       |

## Risultati

### Coppa Italia

#### Primo turno
| Monza 25 settembre 2011, ore 15:30 (CEST) | Fiammamonza | 1 – 3 | ACF Milan | Stadio Gino Alfonso Sada |